# شيكاغو ديلي نيوز
كانت صحيفة شيكاغو ديلي نيوز Chicago Daily News صحيفة يومية بعد الظهر في منطقة الغرب الأوسط للولايات المتحدة، نُشرت بين عامي 1875 و1978 في شيكاغو، ولاية إلينوي.

## روابط خارجية
شيكاغو ديلي نيوز على موقع الموسوعة البريطانية (الإنجليزية)